# Polonia Świdnica (piłka nożna)
Polonia-Stal Świdnica – polski klub piłkarski z siedzibą w Świdnicy, założony 23 lipca 1945, w sezonie 2025/2026 grający w klasie okręgowej, gr. wałbrzyskiej.

## Historia
Chronologia nazw:
- 1945: KS Polonia Świdnica
- 1949: KS Budowlani Świdnica
- 1951: ZKS Kolejarz Świdnica
- 1952: ZKS Stal Świdnica
- 1953: MKS [Międzyzakładowy Klub Sportowy] Polonia Świdnica
- 19??: MKS [Miejski Klub Sportowy] Polonia Świdnica
- 2005: MKS Polonia/Sparta Świdnica – po fuzji z KP Sparta Świdnica
- 2014: MKS Polonia-Stal Świdnica – po fuzji z KP Stal Świdnica

Polonię Świdnica założono 23 lipca 1945, jako pierwszy klub sportowy w tym mieście. W lutym 1947 r. doszło do fuzji Polonii z Cukrownikiem Świdnica, przy zachowaniu nazwy. 27 marca 1947 zespół wygrał mistrzostwa wrocławskiego OZPN, pokonując w finale Pafawag Wrocław 4:1, co dało awans na szczebel centralny. W fazie grupowej mistrzostw Polski 1947 drużyna rywalizowała w grupie I, w której zajęła 5. miejsce, ale wyłącznie cztery ekipy z pierwszych miejsc zakwalifikowały się do nowo utworzonej I ligi. W sezonie 1947/48 Polonia została mistrzem Klasy A, grupy 1 (ówczesnej III ligi), a potem w turnieju kwalifikacyjnym zajęła 3. miejsce w grupie III, otrzymując prawo do gry w sezonie 1949 w nowo utworzonej II lidze.
W 1949 r. decyzją polskich władz rozwiązano wiele klubów oraz zorganizowano kluby branżowe, na wzór radzieckich zespołów. Polonia została skierowana do branży budowniczej i w 1949 r. przemianowana na KS Budowlani Świdnica. Piłkarze przez dwa następne sezony występowali w II lidze. Sekcja piłkarska Polonii Świdnica zajmuje w rankingu wszech czasów II ligi 158. miejsce – w 36 meczach wywalczyli 24 pkt. (wtedy za zwycięstwo otrzymywało się 2 pkt.), odnieśli 9 zwycięstw, 6 remisów i 21 porażek, strzelając 49 goli i tracąc 88. Po dwóch spędzonych sezonach w II lidze, w 1950 r. zespół uplasował się na 9. miejscu i spadł do ligi regionalnej. W 1951 r. klub został przeniesiony do branży kolejowej i nazwany ZKS Kolejarz Świdnica a w 1952 r. do przemysłu metalowego i nazywał się ZKS Stal Świdnica. W 1953 r. powrócił do historycznej nazwy MKS Polonia Świdnica. 
W sezonie 1966/67 grał w III lidze, grupa: I (Śląsk), ale zajął spadkowe 15. miejsce i wrócił do rozgrywek regionalnych. Po dłuższej przerwie, dopiero w sezonie 1991/92 klub ponownie grał w III lidze, grupa: VII (Dolny Śląsk), gdzie zajął wysokie 3. miejsce. Przez kilka kolejnych sezonów piłkarze walczyli o awans do II ligi i byli blisko powtórzenia sukcesu sprzed lat. W sezonie 1997/98 drużyna zajęła 15. miejsce w grupie II (dolnośląska) III ligi i spadła do ligi regionalnej. 
Na przełomie XX i XXI wieku klub miał problemy finansowe. W sezonie 2003/04 zespół wygrał w Klasie B grupa Świdnica II, a w sezonie 2004/05 zdobył 2. miejsce w grupie Wałbrzych II Klasy A. Tak jak inny świdnicki klub Sparta Świdnica (założony w 1995) grał w grupie dolnośląskiej IV ligi, Polonia postanowiła awansować w klasie drogą fuzji z nim. 1 lipca 2005 doszło do połączenia sekcji piłkarskiej MKS Polonia z KP Sparta Świdnica. Na początku MKS Polonia/Sparta Świdnica występował w IV lidze, grupie dolnośląskiej. W sezonie 2007/08 zdobył mistrzostwo IV ligi dolnośląskiej, gdzie zdecydowanie przewodził w ligowej tabeli z przewagą 10 punktów nad Śląskiem II Wrocław i był na dobrej drodze do wywalczenia awansu do II ligi (III poziom). W dwumeczu barażowym spotkał się ze zwycięzcą IV ligi lubuskiej Czarnymi Żagań niestety przegrywając dwukrotnie 2:3 i 1:2. W sezonie 2008/09 klub zajął drugie miejsce w III lidze, grupie dolnośląsko-lubuskiej i otrzymał ponownie szansę awansu do II ligi, jednak w dwumeczu barażowym nie pokonał drugoligowego klubu Zagłębie Sosnowiec, remisując u siebie 0:0 i przegrywając 0:1 na wyjeździe.
8 sierpnia 2014 po raz kolejny połączył się, tym razem z niższoligowym klubem KP Stal Świdnica (założony w 1986 r.), który w ostatnim sezonie zajął 8. miejsce w klasie okręgowej, grupa: Wałbrzych. W wyniku fuzji klub zmienił nazwę na MKS Polonia-Stal Świdnica i kontynuował występy w III lidze, grupie dolnośląsko-lubuskiej.
Sezon 2019/20 nie został w pełni dokończony ze względu na pandemię COVID-19. Początkowo 8 marca 2020, rozgrywki zostały jedynie zawieszone. Zarząd Dolnośląskiego Związku Piłki Nożnej we Wrocławiu uchwałą nr 192/II/2020 z dnia 14 maja 2020 podjął decyzję o zakończeniu sezonu rozgrywkowego 2019/2020. Kolejność drużyn w końcowej tabeli rozgrywek w sezonie 2019/20 przyjęta została kolejność drużyn w tabeli po rozegraniu 16 kolejek meczów. W dniach 27-30 czerwca 2020 miały zostać rozegrane mecze barażowe o awans do III ligi w sezonie 2020/2021 pomiędzy 1. drużyną IV ligi (grupa dolnośląska wschodnia) a 1. zespołem IV ligi (grupa dolnośląska zachodnia). Mecze nie odbyły się w związku z rezygnacją drużyny Apis Jędrzychowice (mistrz IV ligi grupa dolnośląska zachodnia) z gry w barażach. Jako mistrz grupy wschodniej zespół wywalczył awans do III ligi.

## Sukcesy
| \| \| Zdobyte trofea w rozgrywkach Polski (stan na: 31-08-2024) \| |                                                           |      |                 |
| Rozgrywki                                                          | Osiągnięcie                                               | Razy | Sezon(y)        |
| Mistrzostwo                                                        | I miejsce                                                 | 0    |                 |
| Mistrzostwo                                                        | II miejsce                                                | 0    |                 |
| Mistrzostwo                                                        | III miejsce                                               | 0    |                 |
| Mistrzostwo                                                        | 5. miejsce                                                | 1    | 1947 (gr. I)    |
| II liga                                                            | I miejsce                                                 | 0    |                 |
| II liga                                                            | II miejsce                                                | 0    |                 |
| II liga                                                            | III miejsce                                               | 0    |                 |
| II liga                                                            | 7. miejsce                                                | 1    | 1949 (gr. płd.) |
| Polska                                                             | Zdobyte trofea w rozgrywkach Polski (stan na: 31-08-2024) |      |                 |

- 1 Klasa Wrocławskiego OZPN/III liga:
  - Mistrz (1x): 1951 (Wrocławski OZPN)
  - Wicemistrz (2x): 1951 (finał, gr. IV), 1992/93 (gr. VII)
  - 3. miejsce (2x): 1991/92 (gr. VII), 1994/95 (gr. VIII)
- Puchar Polski Dolnośląski OZPN:
  - Finalista (1x): 2014/15
- Puchar Polski OZPN Wałbrzych:
  - Zdobywca (3x): 1992/93, 2014/15, 2019/20

## Poszczególne sezony

### Rozgrywki krajowe
| \| Polska \| Bilans występów klubu w rozgrywkach piłkarskich Polski (Stan na 31 sierpnia 2020 r.) \| \| |                                                                                      |        |       |   |   |   |    |    |     |                                                     |        |        |      |
| Poziom                                                                                                  | Rozgrywki                                                                            | Sezony | Mecze | Z | R | P | B+ | B– | Pkt | Lata                                                | Awanse | Spadki | Naj. |
| I | Mistrzostwa Polski                                                                   | 1      |       |   |   |   |    |    |     | 1947                                                | 0      | 1      | 5    |
| II | Mistrzostwa okręgu Wrocławskiego OZPN/ II liga                                       | 5      |       |   |   |   |    |    |     | 1946–1950                                           | 1      | 1      | 1    |
| III | 1 Klasa Wrocławskiego OZPN/ III liga                                                 | 10     |       |   |   |   |    |    |     | 1951–1952, 1966/67, 1991–1998                       | 0      | 3      | 1    |
| IV | Klasa A/ Liga okręgowa/ Klasa międzypowiatowa Wrocławskiego OZPN/ IV liga/ III liga  | 53     |       |   |   |   |    |    |     | 1953–1966, 1967–1991, 1998–2001, 2005–2016, 2020/21 | 2      | 3      | 1    |
| V | Klasa okręgowa Dolnośląskiego OZPN/ IV liga                                          | 7      |       |   |   |   |    |    |     | 2001/02, 2016–2020, 2021–                           | 1      | 1      | 1    |
| | Puchar Polski                                                                        | 65     |       |   |   |   |    |    |     | 1950–1957, 1961–                                    | 0      | 0      | 1/16 |
| Polska                                                                                                  | Bilans występów klubu w rozgrywkach piłkarskich Polski (Stan na 31 sierpnia 2020 r.) |        |       |   |   |   |    |    |     |                                                     |        |        |      |

## Trenerzy
- Horst Panic (1995 – 1996)
- Wiesław Urycz (styczeń 2006 – marzec 2006)
- Roman Szuba (marzec 2006 – czerwiec 2006)
- Tadeusz Masny (lipiec 2006 – czerwiec 2008)
- Zbigniew Smółka (4 lipca 2008 – czerwiec 2009)
- Jarosław Pedryc (12 lipca 2009 – listopad 2009)
- Marcin Ciliński (grudzień 2009 – marzec 2009)
- Jarosław Solarz (7 kwietnia 2010 – czerwiec 2010)
- Maciej Jaworski (lipiec 2010 – 23 sierpnia 2010)
- Przemysław Malczyk (24 sierpnia 2010 – czerwiec 2011)
- Artur Sara (1 lipca 2011 – 20 sierpnia 2011)
- Przemysław Malczyk (21 sierpnia 2011 – 16 maja 2013)
- Damian Błaszczyk (17 maja 2013 – 17 października 2013)
- Jarosław Lato (18 października 2013 – 11 stycznia 2015)
- Marcin Morawski (12 stycznia 2015 – 10 lipca 2015)
- Marcin Dymkowski (11 lipca 2015 – czerwiec 2016)
- Tomasz Oleksy (8 lipca 2016 – 8 maja 2018)
- Rafał Markowski (9 maja 2018 – 23 września 2020)
- Jarosław Pedryc (24 września 2020 – 22 maja 2021)
- Grzegorz Borowy (od 22 maja 2021)

## Prezesi
- Marek Stachurski

## Stadion
Domowe mecze Polonia rozgrywa na Stadionie Miejskim im. Janusza Kusocińskiego przy ul. Śląskiej 35 w Świdnicy. Dane techniczne obiektu:
- pojemność: 3000 miejsc (1096 siedzących)
- oświetlenie: brak
- wymiary boiska: 105 m x 70 m

## Derby
- Bielawianka Bielawa
- Górnik Wałbrzych
- Lechia Dzierżoniów